# Euryops annae
Euryops annae és una espècie d'arbust de la família de les Asteràcies. Són plantes originàries de Sud-àfrica, són arbusts de creixement ràpid amb flors grogues brillants que apareixen cap a finals d'estiu i tardor. Tenen un hàbit arrodonit i dens.

## Descripció
Euryops annae és un arbust vigorós de fulla perenne que creix fins a 1,5 m d'alçada.

### Fulles
Són petites, de fins a 20 mm de llarg i 2 mm d'ample, linears, i s'estenen de manera horitzontal cap a l'exterior. Són d'un color verd brillant, sovint amb una floració de color blanquinós (glauc) i en general amb resina a la superfície que els fan lleugerament enganxosos amb una flaire d'escència agradable. Les branques joves són molt frondoses, però en van perdent més avall deixant marques com unes petites cicatrius.

### Flors
Els caps de les flors neixen en tiges curtes, de 5-25 mm de llarg, en les aixelles de les fulles cap als extrems de les branques, són de color groc brillant i no són tan grans com les margarides convencionals, serien més aviat petites d'uns 6 x 7 mm màxim.
Els (capítols) es produeixen gairebé durant tot l'any, des de la primavera.
Els caps de les flors neixen en raïm terminals solts o poden ser solitaris, cadascun d'ells apareix en un peduncle de 7-10 cm de longitud. Cada flor es compon de 2 a 5 flors ligulades i de 8 a 20 flors del disc o centrals.
Els fruits és un aqueni oblong sense pèl amb vil·là d'un 1-2 mm de llarg.

## Hàbitat
Reservat exclusivament a Sud-àfrica, és una espècie de muntanya que es produeix des de l'àrea del Sneeuberg cap a l'est en el Drakensberg i Lesotho, en altituds entre 1 500 i 2 700 m.
El seu hàbitat és divers del tipus herbassar, com els corredors de Muntanya de Karroid Danthonia, Themeda-Festuca alpina, o Fals Karoo. Aquesta espècie tendeix a dominar en sabanes pertorbades.

## Distribució
És un arbust sensible a les gelades, àmpliament conreat i procedent de la regió de la Ciutat del Cap al sud-oest de Sud-àfrica. Creix bé a la major part dels entorns temperats. Des d'hivern fins a la primavera dona margarides groc viu de fins a 5 cm de diàmetre, a les que serveixen d'atractiu contrast fulles verd grisenques finament retallades. Es tracta d'un arbust frondós de tronc únic que creix fins a 1,2 m d'alçada, el qual es pot podar lleugerament per mantenir la forma arrodonida. Necessita humitat constant durant el temps sec.

## Taxonomia
Euryops annae va ser descrita per Phillips, Henry i publicada a  Annals of the South African Museum 16: 158. 1917. (Ann. S. African Mus.).

### Etimologia
- Euryops: nom genèric que prové de les paraules gregues: eurys i eop = "caps" i "ulls", en referència als caps de les flors vistoses (capítols), amb els centres com ulls.
- annae: epítet llatí homenatjant a Anna Dieterlen (1859–1945). Ella era mestra, recol·lectora i missionera, nascuda a França, i enviada a Lesotho el 1877, per ensenyar a l'escola de Taba Bosin, on va conèixer i es va casar amb el Reverent Herman Dieterlen en 1879.

A Leribe es va interessar en la vegetació local, va començar un herbari del que es recullen, a la regió, fins a 2.000 exemplars (incloent Euryops annae). La majoria de les seves plantes es van recollir a l'altiplà de Leribe prop de la frontera de l'Estat Lliure amb una mica de terra endins. Ella també tenia un bon coneixement de sesotho i ha afegit molts noms vernacles i informació sobre els usos rituals, medicinals i econòmics.

### Sinonímia
- Euryops oligoglossus DC.[2]